# Teatre de Lloret de Mar
Teatre de Lloret de Mar, altrament conegut com Teatre Municipal de Lloret de Mar, és una sala d'espectacles dedicada principalment a funcions teatrals ubicada a la plaça de Germinal Ros de Lloret de Mar. El Teatre de Lloret ofereix tres línies d'activitats diferenciades: la programació estable d'octubre a gener i de febrer a juny, les activitats organitzades i promogudes per les entitats locals que lloguen l'equipament i els esdeveniments anuals, com ara congressos i festivals. La programació es gestiona conjuntament amb la del Teatre de Blanes, i tots dos equipaments formen el Teatre de la Costa Brava Sud.
Es va inaugurar el 26 de novembre del 2011 amb l'òpera Marina, un espectacle en tres actes ambientat en el Lloret del segle xix i que prové d'una sarsuela anterior que el mateix autor, el compositor Emilio Arrieta, va adaptar. L'òpera s'havia estrenat el 1871 a Madrid, amb llibret de Francesc Camprodon. Al Teatre de Lloret va ser interpretada per l'Orquestra de Cambra de Catalunya i el Cor de la Universitat Ramon Llull.
Actualment, al Teatre de Lloret hi ha vuit grups i companyies locals que n'utilitzen els espais. Són Quantus Teatre, l'Aula Municipal de Teatre, Sempre Anem Tard, Mueca, ATALL, Ja Cobrarem, el Grup de Teatre del Casal Municipal de la gent Gran i el Casal de l'Obrera, una entitat històrica que també disposa d'un local propi, amb una sala i un petit escenari teatral.

## Edifici
Edifici de nova planta projectat per l'equip B01 Arquitectes, format per Lluís Domènech i Roser Amadó, entre altres tècnics i dissenyadors, amb Sander Laudy al capdavant del projecte. El teatre nou del 2011 en substitueix un d'anterior, que es trobava a l'interior de la Casa de Cultura, en un edifici del 1971.
L'equipament se situa al parc de Can Xardó, ben a la vora de la masia de Can Saragossa, un edifici històric on ara hi ha les oficines de la Regidoria de Cultura del municipi. A l'edifici destaca un volum de paral·lelepípede vidrat i dos cossos menors adjacents, amb serveis i tres sales d'assaig, que es retranca respecte al volum més gran. El cos principal, el de la sala, té un espai de vestíbul al qual s'arriba mitjançant una llarga rampa de dos trams. El vestíbul i l'ingrés reben l'usuari amb un gran voladís, que en el paviment cerca la continuïtat amb el cromatisme d'acord amb l'esplanada enfrontada, on també se celebren fires i esdeveniments culturals. Un dels elements característics de l'edifici és la doble façana ventilada, amb paraments de vidre gravats amb perfils de palmeres.
De la sala, en destaca la graderia, que té una de les parts retràctils i l'altra, l'amfiteatre, fixa, amb un aforament màxim de 370 butaques distribuïdes en 183 fixes i 187 desmuntables. Això permet una disposició flexible de l'espai, per exemple amb la unió de la sala sense butaques i l'escenari, fins a aconseguir unes dimensions lliures de 14 per 30 m, hàbils com a sala de ball, plató i per a esdeveniments socials. No té caixa escènica i l'escenari amb la sala disposada amb totes les grades de butaques pot arribar a una superfície de 274 m². A la sala les parets laterals són esglaonades per la refracció del so, i com a altres parts de l'edifici s'utilitzen els llistons de fusta de bambú.
L'edifici també segueix una sèrie de mesures i estratègies mediambientals que n'afavoreixen la sostenibilitat, com ara enterrar més quantitat de volum per tal de matisar les oscil·lacions de temperatura i atenuar les pèrdues energètiques, enjardinar les cobertes d'un dels cossos menors o instal·lar plaques fotovoltaiques.